# Aratinga de Guadalupe
L'aratinga de Guadalupe (Psittacara labati) és un ocell extint de la família dels psitàcids que habitava l'illa de Guadalupe, a les Antilles.
Jean-Baptiste Labat els va descriure com uns petits lloros de la mida d'una merla, completament verds, excepte unes petites plomes vermelles sobre el cap i amb el bec blanc.
No es conserven restes d'aquests ocellets i la consideració com espècie separada es hipotètica.